# قره‌سوچو
قره‌سوچو (به لاتین: Qarasuçu) یک منطقه مسکونی در جمهوری آذربایجان است که در شهرستان گران‌بوی واقع شده است. قره‌سوچو ۳۸۳ نفر جمعیت دارد.